# Nina Irina Roerig
Nina Irina Roerig (* in München) ist eine deutsche Filmemacherin, Regisseurin und Drehbuchautorin.

## Leben und Wirken
Irina Roerig wurde als zweite Tochter der Malerin Magdalena Auffhauser-Roehrig und des Theaterwissenschaftlers Helmut Fried Roehrig geboren. Schon als Kind entwarf sie kleine Szenarien und Choreografien. Nach ihrer Ausbildung zur klassischen Tänzerin trat sie als zeitgenössische Tänzerin auf und arbeitete als Choreografin. Später nahm sie Meisterkurse bei Yvonne Vendrig.
Bis in die frühen 2000er Jahre arbeitete sie am Theater. Seit 2002 ist sie freie Filmemacherin, Regisseurin, Autorin. Für den 2003 erschienenen Dokumentarfilm Russenbus Berlin–Moskow erhielt sie den Planet-TV/STERN Dokumentarfilmpreis und den Hauptpreis des Dokumentarfilmfestivals Saratov. 2018 gründete sie die Filmproduktion Der Blaue Vogel Berlin.
Irina Roerig lebt und arbeitet in Berlin und hat zwei Kinder.

## Filmografie
- 2003: Zug um Zug[5]
- 2003: Russenbus Berlin–Moskow, Dokumentarfilm[6] (Regisseurin, Produzentin, Autorin)
- 2013: Patriotinnen[4] (Regisseurin, Produzentin, Autorin)
- 2020: Kaliningrader Quest[7] (Regisseurin, Produzentin, Autorin)
- 2024:  I want to see the morning star (Regisseurin, Produzentin, Autorin)

## Theaterarbeiten
- 2005: Hautkopf (Tanzoper)
- 2006: Verfolkt (Tanztheater für Jugendliche)
- 2001/2002: Stadt Graniza (Tanztheater)
- 1999: Der Blaue Vogel: Aus dem Paradies (Ballett in zwei Akten)
- 1995/96: Der blaue Vogel (Szenische Inszenierung nach Gedichten von Daniil Charms)